# کرولاین پیکلز
کرولاین پیکلز (انگلیسی: Carolyn Pickles؛ زادهٔ ۸ فوریهٔ ۱۹۵۲) یک هنرپیشه و بازیگر سینما اهل بریتانیا است.
از فیلم‌ها یا برنامه‌های تلویزیونی که وی در آن نقش داشته‌است می‌توان به هری پاتر و یادگاران مرگ - قسمت اول و جاسوسی که از من روی برگرداند اشاره کرد.